# アイ・ウォント・ユア・セックス
「アイ・ウォント・ユア・セックス」（I Want Your Sex）は、イギリスのシンガー・ソングライター、ジョージ・マイケルが発表した楽曲である。1987年にアルバム『フェイス』から第1弾シングルとして発売された。

## 概要
ワム!解散前にも「ケアレス・ウィスパー」（「ワム! featuring ジョージ・マイケル」名義）、「ディファレント・コーナー」をソロ名義でリリースしていたジョージ・マイケルにとって、ワム!解散後初のソロ・シングルである。但し、この曲のリリース前にアレサ・フランクリンとのデュエット曲「愛のおとずれ」がシングル・リリースされており、4番目のソロ・トライアル曲と見る向きもある。強烈なタイトルと歌詞の内容から当時イギリスのBBCや日本のFM東京（現・東京FM）など世界各国の放送局で放送禁止になったが、世界的大ヒットを記録した。

## 楽曲について
この曲は「Rhytms」と名付けられた以下の3つのパートで構成されている。
- Rhythm One: Lust
- Rhythm Two: Brass In Love
- Rhythm Three: A Last Request

シングルではA面に「Rhythm One: Lust」、B面に「Rhythm Two: Brass In Love」が収録されており、この曲のシングル・ヴァージョンとは「Rhythm One: Lust」のことを指す。12インチシングルではこの3つのパートを1つにした「Monogamy Mix」が収録されている。
後にリリースされたファースト・ソロ・アルバム『Faith』では「Rhythm One: Lust」と「Rhythm Two: Brass In Love」を繋いだものが収録され、「Rhythm Three: A Last Request」はアルバムのボーナス・トラックとして収録されている。
また「Rhythm One: Lust」は映画「ビバリーヒルズ・コップ2」のサウンドトラックにも収録され、1987年のゴールデンラズベリー賞の最低主題歌賞を受賞している。
1998年に発売されたベスト・アルバム『レディース・アンド・ジェントルマン…ザ・ベスト・オブ・ジョージ・マイケル』には「Rhythm Two: Brass In Love」が収録されたが、2006年に発売されたベスト・アルバム『Twenty Five』には収録されていない。

## ミュージック・ビデオ
アンディー・モラハンの監督によるミュージック・ビデオでは、ジョージ・マイケルの当時の彼女で現在メイクアップ・アーティストとして活躍するKathy Jeungが登場している。

## シングル収録曲
日本では1987年6月1日、EPICソニー（現・ソニー・ミュージックエンタテインメント）よりシングルがリリースされた。なおこの曲が収録された映画
『ビバリーヒルズ・コップ2』のサウンドトラック盤はワーナー・パイオニア（現・ワーナー・ミュージック・ジャパン）よりリリースされている。

| #         | タイトル                                        | 作詞 | 作曲・編曲 | 時間 |
| --------- | ----------------------------------------------- | ---- | ---------- | ---- |
| 1.        | 「I Want Your Sex (Rhythm One: Lust)」          |      |            | 4:44 |
| 2.        | 「I Want Your Sex (Rhythm Two: Brass in Love)」 |      |            | 4:43 |
| 合計時間: | 合計時間:                                       | 9:27 |            |      |

| #         | タイトル                           | 作詞  | 作曲・編曲 | 時間  |
| --------- | ---------------------------------- | ----- | ---------- | ----- |
| 1.        | 「I Want Your Sex (Monogamy Mix)」 |       |            | 13:12 |
| 2.        | 「Hard Day」                       |       |            | 4:51  |
| 合計時間: | 合計時間:                          | 18:03 |            |       |

## チャート成績

### 週間チャート
| チャート (1987年)                          | 最高位 |
| ------------------------------------------ | ------ |
| オーストラリア (Australian Music Report)   | 2      |
| オーストリア (Ö3 Austria Top 40)           | 2      |
| ベルギー (Ultratop 50 Flanders)            | 1      |
| カナダ (The Record's Retail Singles Chart) | 2      |
| カナダ トップシングルス (RPM)              | 2      |
| デンマーク (IFPI)                          | 3      |
| ヨーロッパ (European Hot 100 Singles)      | 3      |
| フィンランド (Suomen virallinen lista)     | 2      |
| フランス (SNEP)                            | 11     |
| ドイツ (GfK Entertainment charts)          | 3      |
| アイスランド (RÚV)                         | 7      |
| アイルランド (IRMA)                        | 1      |
| オランダ (Dutch Top 40)                    | 1      |
| オランダ (Single Top 100)                  | 1      |
| ニュージーランド (Recorded Music NZ)       | 2      |
| ノルウェー (VG-lista)                      | 3      |
| スペイン (PROMUSICAE)                      | 4      |
| スウェーデン (Sverigetopplistan)           | 8      |
| スイス (Schweizer Hitparade)               | 4      |
| UK シングルス (OCC)                        | 3      |
| US Billboard Hot 100                       | 2      |
| US Dance Club Songs (Billboard)            | 2      |
| US Hot R&B/Hip-Hop Songs (Billboard)       | 43     |

### 年間チャート
| チャート (1987年)                        | 順位 |
| ---------------------------------------- | ---- |
| オーストラリア (Australian Music Report) | 32   |
| Canada Top Singles (RPM)                 | 13   |
| US Top Pop Singles (Billboard)           | 24   |

## ゴールド認定
| 国/地域                                             | 認定     | 認定/売上数 |
| --------------------------------------------------- | -------- | ----------- |
| カナダ (Music Canada)                               | Gold     | 50,000^     |
| オランダ (NVPI)                                     | Gold     | 75,000^     |
| アメリカ合衆国 (RIAA)                               | Platinum | 1,000,000^  |
| * 認定のみに基づく売上数 ^ 認定のみに基づく出荷枚数 |          |             |

## 収録アルバム
- フェイス（「Rhythm One: Lust」と「Rhythm Two: Brass in Love」を繋いだ「I Want Your Sex (Parts I & II)」を収録、また「Rhythm Three: A Last Request」をボーナス・トラックとして収録）
- ビバリーヒルズ・コップ2」（「Rhythm One: Lust」を収録）
- レディース・アンド・ジェントルマン…ザ・ベスト・オブ・ジョージ・マイケル（「Rhythm Two: Brass In Love」のみ収録）